# 橫山步夢
横山歩夢（日语：／ Yokoyama Ayumu；2003年3月4日—）是一名日本足球運動員，司職翼鋒，現時效力比直時球會亨克。

## 球會生涯
横山步夢曾先後效力松本山雅和鳥栖砂岩。

### 伯明翰城
2024年8月，他與英格蘭足球甲級聯賽球會伯明翰城簽約至3年。雖然他在盃賽表現不錯，但始終無於在聯賽取得一席位。於是他被外借到比利時職業聯賽球會亨克二隊至球季結束，外借期間共上場9次及打進1球。

### 亨克
2025年6月25日，横山步夢正式永久轉會至亨克，轉會費不公佈。